# Tarek Abdulsalam
Tarek Abdulsalam (Tarek Mohamed Abdelslam Sheble Mohamed) (* 29. října 1993) je egyptský zápasník klasik, který od roku 2017 reprezentuje Bulharsko. Zápasení se věnuje od 10 let. V roce 2016 s ním přestali v egyptské reprezentaci počítat proto následně přijal nabídku startu za Bulharsko od trenéra zápasnické reprezentace klasiků Armena Nazarjana.